# Smicrophylax
Smicrophylax är ett släkte av nattsländor. Smicrophylax ingår i familjen ryssjenattsländor.
Kladogram enligt Catalogue of Life:
| Smicrophylax | \| \| Smicrophylax creektona \| \| \| \| \| \| Smicrophylax simplex \| \| \| \| |
|              | \| \| Smicrophylax creektona \| \| \| \| \| \| Smicrophylax simplex \| \| \| \| |
|              | Smicrophylax creektona                                                          |
|              |                                                                                 |
|              | Smicrophylax simplex                                                            |
|              |                                                                                 |